# U-123 (1940)
| U-123                                                                                                | U-123 | U-123 |
| --- | --- | --- |
| U 123                                                                                                | | |
| | | |
| Підводний човен U-123 повертається до ВМБ у порту Лор'яна. Лютий 1942                                | | |
| Верф                                                                                                 | Deutsche Schiff- und Maschinenbau, AG Weser, Бремен | Deutsche Schiff- und Maschinenbau, AG Weser, Бремен |
| Під прапором                                                                                         | Третій Рейх | Третій Рейх |
| Належність                                                                                           | Крігсмаріне | Крігсмаріне |
| Порт приписки                                                                                        | Кіль Лор'ян | Кіль Лор'ян |
| Замовлення                                                                                           | 15 грудня 1937 | 15 грудня 1937 |
| Закладений                                                                                           | 15 квітня 1939 | 15 квітня 1939 |
| Спуск на воду                                                                                        | 2 березня 1940 | 2 березня 1940 |
| Введений до складу флоту                                                                             | 30 травня 1940 | 30 травня 1940 |
| Виведений зі складу флоту                                                                            | 17 червня 1944 | 17 червня 1944 |
| На службі                                                                                            | 1940—1944 | 1940—1944 |
| Загибель                                                                                             | 18 серпня 1944 року затоплений у Лор'яні | 18 серпня 1944 року затоплений у Лор'яні |
| Сучасний статус                                                                                      | затоплений | затоплений |
| Бойовий досвід                                                                                       | Друга світова війна Битва за Атлантику | Друга світова війна Битва за Атлантику |
| Проєкт                                                                                               | | |
| Тип ПЧ                                                                                               | великий океанський торпедний ДПЧ | великий океанський торпедний ДПЧ |
| Основні характеристики                                                                               | | |
| Швидкість (надводна)                                                                                 | 18,2 вузла (33,7 км/год) | 18,2 вузла (33,7 км/год) |
| Швидкість (підводна)                                                                                 | 7,3 (13,5 км/год) | 7,3 (13,5 км/год) |
| Робоча глибина занурення                                                                             | 100 м | 100 м |
| Гранична глибина занурення                                                                           | 230 м | 230 м |
| Дальність плавання                                                                                   | 64 милі (119 км) на швидкості 4 вузли (7,4 км/год) (у підводному положенні) 12 000 морських миль (22 000 км на швидкості 10 вузлів (19 км/год) (у надводному положенні) | 64 милі (119 км) на швидкості 4 вузли (7,4 км/год) (у підводному положенні) 12 000 морських миль (22 000 км на швидкості 10 вузлів (19 км/год) (у надводному положенні) |
| Екіпаж                                                                                               | 48 офіцерів та матросів | 48 офіцерів та матросів |
| Розміри                                                                                              | | |
| Довжина найбільша (по КВЛ)                                                                           | 76,50 м | 76,50 м |
| Ширина корпусу найб.                                                                                 | 6,76 м | 6,76 м |
| Висота                                                                                               | 9,6 м | 9,6 м |
| Середня осадка (по КВЛ)                                                                              | 4,7 м | 4,7 м |
| Водотоннажність надводна                                                                             | 1 051 т | 1 051 т |
| Силова установка                                                                                     | | |
| Дизель-електрична: 2 дизельні двигуни MAN M 9 V 40/46 2 електродвигуни Siemens-Schuckert 2 GU 345/34 | | |
| Гвинти                                                                                               | 2 | 2 |
| Потужність                                                                                           | 2 × 2 200 к.с. (дизелі) 2 × 740 к.с. (електродвигуни) | 2 × 2 200 к.с. (дизелі) 2 × 740 к.с. (електродвигуни) |
| Озброєння                                                                                            | | |
| Артилерія                                                                                            | 1 × 105-мм палубна гармата SK C/32 | 1 × 105-мм палубна гармата SK C/32 |
| Торпедно- мінне озброєння                                                                            | 4 носових і два кормових ТА; 22 торпеди або 44 міни TMA чи 66 TMB | 4 носових і два кормових ТА; 22 торпеди або 44 міни TMA чи 66 TMB |
| ППО                                                                                                  | 1 × 37-мм зенітна гармата SKC/30 2 (1 × 2) × 20-мм зенітні гармати FlaK 30                                                                                              | 1 × 37-мм зенітна гармата SKC/30 2 (1 × 2) × 20-мм зенітні гармати FlaK 30                                                                                              |

| «Блезон» (Q165)           | «Блезон» (Q165)                  | «Блезон» (Q165)                  |
| ------------------------- | -------------------------------- | -------------------------------- |
| Blaison (Q165)            |                                  |                                  |
|                           |                                  |                                  |
|                           |                                  |                                  |
| Під прапором              | Франція                          | Франція                          |
| Належність                | Військово-морські сили Франції   | Військово-морські сили Франції   |
| Введений до складу флоту  | 1945                             | 1945                             |
| Виведений зі складу флоту | 18 серпня 1959                   | 18 серпня 1959                   |
| На службі                 | 1945—1959                        | 1945—1959                        |
| Сучасний статус           | списаний на брухт                | списаний на брухт                |
| Бойовий досвід            | Холодна війна                    | Холодна війна                    |
| Проєкт                    |                                  |                                  |
| Тип ПЧ                    | великий океанський торпедний ДПЧ | великий океанський торпедний ДПЧ |
| Основні характеристики    |                                  |                                  |
| Екіпаж                    | 48 офіцерів та матросів          | 48 офіцерів та матросів          |
| Розміри                   |                                  |                                  |
| Озброєння                 |                                  |                                  |

U-123 — німецький великий океанський підводний човен типу IXB, що входив до складу Військово-морських сил Третього Рейху за часів Другої світової війни. Закладений 15 квітня 1939 року на верфі Deutsche Schiff- und Maschinenbau, AG Weser у Бремені. Спущений на воду 2 березня 1940 року, а 30 травня 1940 року корабель увійшов до складу ВМС нацистської Німеччини.

## Історія служби
U-123 належав до серії німецьких підводних човнів типу IXB, великих океанських човнів, призначених діяти на далеких відстанях. Човнів цього типу було випущено 14 одиниць і вони дуже успішно та результативно проявили себе в ході бойових дій в Атлантиці. 30 травня 1940 року U-123 розпочав службу у складі 2-ї навчальної, а з 1 жовтня 1940 року — після завершення підготовки — в бойовому складі цієї флотилії ПЧ Крігсмаріне.
З вересня 1940 року і до квітня 1944 року U-123 здійснив 12 бойових походів в Атлантичний океан, в яких провів 690 днів. Човен посів 4-те місце серед найрезультативніших підводних човнів Крігсмаріне, що діяли за роки Другої світової війни. Загалом підводний човен потопив 42 судна противника сумарною водотоннажністю 218 813 брутто-регістрових тонн, 1 військовий корабель (683 т) і 1 допоміжний військовий корабель (3 209 GRT), а також пошкодив 5 суден (39 584 GRT) і 1 допоміжний військовий корабель (13 984 GRT).
16—19 жовтня 1940 року німецькі ПЧ U-38, U-48, U-101, U-46, U-123, U-99, U-101, діявши у складі вовчої зграї «Шлагетот» (нім. Schlagetot), за чотири доби потопили 20 суден (79 592 тонни) та ще шість (22 662 тонни) суден пошкодили зі складу конвою SC 7 (загалом 30 суден).
27, 29 та 30 червня 1941 року U-66, U-69, U-123 потопили вісім суден (40 401 тонна) конвою SL 78 біля західного узбережжя Африки.
12 січня 1942 року на відстані 160 миль від Галіфакса (Нова Шотландія) ПЧ U-123 Р. Гардегена потопив британське судно MV Cyclops (9 076 GRT), розпочавши епопею масового потоплення союзних транспортних суден біля берегів Америки.
18 квітня 1943 року неподалік від берегів Сьєрра-Леоне U-123 потопив британський підводний човен P615 південніше Фрітауна.
19 серпня 1944 року U-123 затоплений у бухті Лор'яна. Після війни був піднятий французами в 1945 і увійшов до складу французького флоту під позначенням «Блезон» (Q165). 18 серпня 1959 року виведений зі складу флоту Франції, згодом розібраний на метал.

## Командири
- Капітан-лейтенант Карл-Гайнц Меле (30 травня 1940 — 19 травня 1941)
- Капітан-лейтенант Райнгард Гардеген (19 травня 1941 — 31 липня 1942)
- Оберлейтенант-цур-зее Горст фон Шретер (1 серпня 1942 — 17 червня 1944)

## Перелік уражених U-123 суден у бойових походах
| №                                                           | Дата              | Командир ПЧ              | Назва                | Тип                | Належність                              | Водотоннажність (брт) | Вантаж | Конвой         | Результат та координати                                                 | Наслідки атаки для екіпажу       | Прим.                                              |
| ----------------------------------------------------------- | ----------------- | ------------------------ | -------------------- | ------------------ | --------------------------------------- | --------------------- | --- | -------------- | ----------------------------------------------------------------------- | -------------------------------- | -------------------------------------------------- |
| Перший похід (21.09—23.10.1940, 33 доби; Кіль—Лор'ян)       |                   |                          |                      |                    |                                         |                       | |                |                                                                         |                                  |                                                    |
| 1                                                           | 6 жовтня 1940     | KptLt Карл-Гайнц Меле    | Benlawers            | суховантажне судно | Велика Британія                         | 5 943                 | військове майно, зокрема вантажівки | Конвой OB 221  | потоплено 53°20′ пн. ш. 26°10′ зх. д. / 53.333° пн. ш. 26.167° зх. д.   | 51 (24 загинули та 27 врятовані) |                                                    |
| 2                                                           | 10 жовтня 1940    | KptLt Карл-Гайнц Меле    | Graigwen             | суховантажне судно | Велика Британія                         | 3 697                 | 6160 тонн кукурудзи | Конвой SC 6    | потоплено 58°11′ пн. ш. 13°57′ зх. д. / 58.183° пн. ш. 13.950° зх. д.   | 34 (7 загинули та 27 врятовані)  |                                                    |
| 3                                                           | 19 жовтня 1940    | KptLt Карл-Гайнц Меле    | Boekelo              | суховантажне судно | Нідерланди                              | 2 118                 | 1018 стандартів лісоматеріалу | Конвой SC 7    | потоплено 56°14′ пн. ш. 10°38′ зх. д. / 56.233° пн. ш. 10.633° зх. д.   | 25 (усі вціліли)                 |                                                    |
| 4                                                           | 19 жовтня 1940    | KptLt Карл-Гайнц Меле    | Sedgepool            | суховантажне судно | Велика Британія                         | 5 556                 | 8720 тонн пшениці | Конвой SC 7    | потоплено 57°20′ пн. ш. 11°22′ зх. д. / 57.333° пн. ш. 11.367° зх. д.   | 39 (3 загиблих та 36 вціліли)    |                                                    |
| 5                                                           | 19 жовтня 1940    | KptLt Карл-Гайнц Меле    | Shekatika            | суховантажне судно | Велика Британія                         | 5 458                 | 6000 тонн підпірних опор і 2003 тонни сталі | Конвой SC 7    | потоплено 57°12′ пн. ш. 11°08′ зх. д. / 57.200° пн. ш. 11.133° зх. д.   | 36 (усі вціліли)                 |                                                    |
| 6                                                           | 19 жовтня 1940    | KptLt Карл-Гайнц Меле    | Clintonia            | суховантажне судно | Велика Британія                         | 3 106                 | 3850 тонн балансової деревини | Конвой SC 7    | потоплено 57°10′ пн. ш. 11°20′ зх. д. / 57.167° пн. ш. 11.333° зх. д.   | 36 (1 загинув та 35 вціліли)     |                                                    |
| Другий похід (14.11—28.11.1940, 15 діб; Лор'ян—Лор'ян)      |                   | KptLt Карл-Гайнц Меле    |                      |                    |                                         |                       | |                |                                                                         |                                  |                                                    |
| 7                                                           | 22 листопада 1940 | KptLt Карл-Гайнц Меле    | Cree                 | суховантажне судно | Велика Британія                         | 4 791                 | 5500 тонн залізної руди | Конвой SL 53   | потоплено 54°39′ пн. ш. 18°50′ зх. д. / 54.650° пн. ш. 18.833° зх. д.   | 45 (усі загинули)                |                                                    |
| 8                                                           | 23 листопада 1940 | KptLt Карл-Гайнц Меле    | Oakcrest             | суховантажне судно | Велика Британія                         | 5 407                 | баласт | Конвой OB 244  | потоплено 56°39′ пн. ш. 18°36′ зх. д. / 56.650° пн. ш. 18.600° зх. д.   | 41 (35 загинули та 6 вижили)     |                                                    |
| 9                                                           | 23 листопада 1940 | KptLt Карл-Гайнц Меле    | King Idwal           | суховантажне судно | Велика Британія                         | 5 115                 | баласт | Конвой OB 244  | потоплено 56°44′ пн. ш. 19°13′ зх. д. / 56.733° пн. ш. 19.217° зх. д.   | 40 (12 загинули та 28 вижили)    |                                                    |
| 10                                                          | 23 листопада 1940 | KptLt Карл-Гайнц Меле    | Tymeric              | суховантажне судно | Велика Британія                         | 5 228                 | 6150 тонн вугілля | Конвой OB 244  | потоплено 57°00′ пн. ш. 20°30′ зх. д. / 57.000° пн. ш. 20.500° зх. д.   | 76 (71 загиблий та 5 вціліли)    |                                                    |
| 11                                                          | 23 листопада 1940 | KptLt Карл-Гайнц Меле    | Anten                | суховантажне судно | Швеція                                  | 5 135                 | баласт | Конвой OB 244  | потоплено 56°57′ пн. ш. 18°18′ зх. д. / 56.950° пн. ш. 18.300° зх. д.   | 33 (1 загиблий та 32 вціліли)    |                                                    |
| Третій похід (14.01—28.02.1941, 46 діб; Лор'ян—Лор'ян)      |                   | KptLt Карл-Гайнц Меле    |                      |                    |                                         |                       | |                |                                                                         |                                  |                                                    |
| 12                                                          | 24 січня 1941     | KptLt Карл-Гайнц Меле    | Vespasian            | суховантажне судно | Норвегія                                | 1 570                 | баласт | Конвой OB 276  | потоплено 55°57′ пн. ш. 21°55′ зх. д. / 55.950° пн. ш. 21.917° зх. д.   | 18 (усі загинули)                |                                                    |
| 13                                                          | 4 лютого 1941     | KptLt Карл-Гайнц Меле    | Empire Engineer      | суховантажне судно | Велика Британія                         | 5 358                 | 7047 тонн сталевих злитків | Конвой SC 20   | потоплено 54°21′ пн. ш. 23°15′ зх. д. / 54.350° пн. ш. 23.250° зх. д.   | 40 (усі загинули)                |                                                    |
| 14                                                          | 15 лютого 1941    | KptLt Карл-Гайнц Меле    | Holystone            | суховантажне судно | Велика Британія                         | 5 462                 | баласт | Конвой OB 284  | потоплено 55°39′ пн. ш. 25°15′ зх. д. / 55.650° пн. ш. 25.250° зх. д.   | 40 (усі загинули)                |                                                    |
| 15                                                          | 24 лютого 1941    | KptLt Карл-Гайнц Меле    | Grootekerk           | суховантажне судно | Нідерланди                              | 8 685                 | вугілля та генеральні вантажі |                | потоплено 56°57′ пн. ш. 23°48′ зх. д. / 56.950° пн. ш. 23.800° зх. д.   | 66 (усі загинули)                |                                                    |
| Четвертий похід (10.04—11.05.1941, 32 доби; Лор'ян—Лор'ян)  |                   | KptLt Карл-Гайнц Меле    |                      |                    |                                         |                       | |                |                                                                         |                                  |                                                    |
| 16                                                          | 17 квітня 1941    | KptLt Карл-Гайнц Меле    | Venezuela            | суховантажне судно | Швеція                                  | 6 991                 | паперова маса |                | потоплено 52°00′ пн. ш. 31°00′ зх. д. / 52.000° пн. ш. 31.000° зх. д.   | 49 (усі загинули)                |                                                    |
| П'ятий похід (15.06—23.08.1941, 70 діб; Лор'ян—Лор'ян)      |                   |                          |                      |                    |                                         |                       | |                |                                                                         |                                  |                                                    |
| 17                                                          | 20 червня 1941    | KptLt Райнгард Гардеген  | Ganda                | суховантажне судно | Португалія                              | 4 333                 | Генеральні вантажі, в тому числі портвейн |                | потоплено 34°10′ пн. ш. 11°40′ зх. д. / 34.167° пн. ш. 11.667° зх. д.   | 66 (5 загинули та 61 вижив)      |                                                    |
| 18                                                          | 27 червня 1941    | KptLt Райнгард Гардеген  | P.L.M. 22            | суховантажне судно | Велика Британія                         | 5 646                 | 7600 тонн залізної руди | Конвой SL 78   | потоплено 25°43′ пн. ш. 22°47′ зх. д. / 25.717° пн. ш. 22.783° зх. д.   | 44 (33 загинули та 11 вцілило)   |                                                    |
| 19                                                          | 27 червня 1941    | KptLt Райнгард Гардеген  | Oberon               | суховантажне судно | Нідерланди                              | 1 996                 | 2355 тонн пальмових ядер та 253 тонни генеральних вантажів | Конвой SL 78   | потоплено 25°43′ пн. ш. 22°47′ зх. д. / 25.717° пн. ш. 22.783° зх. д.   | 34 (6 загинули та 28 вцілило)    |                                                    |
| 20                                                          | 29 червня 1941    | KptLt Райнгард Гардеген  | Rio Azul             | суховантажне судно | Велика Британія                         | 4 088                 | 6700 тонн залізної руди | Конвой SL 78   | потоплено 29°00′ пн. ш. 25°00′ зх. д. / 29.000° пн. ш. 25.000° зх. д.   | 42 (33 загинули та 9 вцілило)    |                                                    |
| 21                                                          | 4 липня 1941      | KptLt Райнгард Гардеген  | Auditor              | суховантажне судно | Велика Британія                         | 5 444                 | 5300 тонн генеральних вантажів і 10 літаків | Конвой OB 337  | потоплено 25°33′ пн. ш. 28°23′ зх. д. / 25.550° пн. ш. 28.383° зх. д.   | 76 (1 загиблий та 75 вцілило)    |                                                    |
| Шостий похід (14.10—22.11.1941, 40 діб; Лор'ян—Лор'ян)      |                   | KptLt Райнгард Гардеген  |                      |                    |                                         |                       | |                |                                                                         |                                  |                                                    |
| 22                                                          | 21 жовтня 1941    | KptLt Райнгард Гардеген  | «Ауранія»            | допоміжний крейсер | Велика Британія                         | 13 984                | | Конвой SL 89   | пошкоджений 50°45′ пн. ш. 18°41′ зх. д. / 50.750° пн. ш. 18.683° зх. д. | ? (2 загиблих та ? вцілило)      |                                                    |
| Сьомий похід (23.12.1941—9.02.1942, 49 діб; Лор'ян—Лор'ян)  |                   | KptLt Райнгард Гардеген  |                      |                    |                                         |                       | |                |                                                                         |                                  |                                                    |
| 23                                                          | 12 січня 1942     | KptLt Райнгард Гардеген  | MV Cyclops           | суховантажне судно | Велика Британія                         | 9 076                 | 6905 тонн генеральних вантажів |                | потоплено 41°51′ пн. ш. 63°48′ зх. д. / 41.850° пн. ш. 63.800° зх. д.   | 181 (88 загинуло та 93 вижило)   |                                                    |
| 24                                                          | 14 січня 1942     | KptLt Райнгард Гардеген  | Norness              | танкер             | Панама                                  | 9 577                 | 12 222 тонни Адміралтейського мазуту |                | потоплений 40°28′ пн. ш. 70°50′ зх. д. / 40.467° пн. ш. 70.833° зх. д.  | 41 (2 загинуло та 39 вижило)     |                                                    |
| 25                                                          | 15 січня 1942     | KptLt Райнгард Гардеген  | Coimbra              | танкер             | Велика Британія                         | 6 768                 | 8038 тонн мастила |                | потоплений 40°25′ пн. ш. 72°21′ зх. д. / 40.417° пн. ш. 72.350° зх. д.  | 46 (36 загинуло та 10 вижило)    |                                                    |
| 26                                                          | 19 січня 1942     | KptLt Райнгард Гардеген  | Norvana              | суховантажне судно | США                                     | 2 677                 | 3980 тонн руди |                | потоплено 36°07′ пн. ш. 75°23′ зх. д. / 36.117° пн. ш. 75.383° зх. д.   | 29 (усі загинули)                |                                                    |
| 27                                                          | 19 січня 1942     | KptLt Райнгард Гардеген  | City of Atlanta      | суховантажне судно | США                                     | 5 269                 | 2780 тонн генеральних вантажів, переважно продовольчих товарів                                                                                                   |                | потоплено 35°42′ пн. ш. 75°21′ зх. д. / 35.700° пн. ш. 75.350° зх. д.   | 46 (43 загинули та 3 вижили)     |                                                    |
| 28                                                          | 19 січня 1942     | KptLt Райнгард Гардеген  | Malay                | танкер             | США                                     | 8 206                 | баласт |                | пошкоджений 35°25′ пн. ш. 75°23′ зх. д. / 35.417° пн. ш. 75.383° зх. д. | 34 (5 загинули та 29 вижили)     |                                                    |
| 29                                                          | 19 січня 1942     | KptLt Райнгард Гардеген  | Ciltvaira            | суховантажне судно | Латвія                                  | 3 779                 | 6200 тонн газетного паперу |                | потоплено 35°25′ пн. ш. 75°23′ зх. д. / 35.417° пн. ш. 75.383° зх. д.   | 31 (2 загинули та 29 вижили)     |                                                    |
| 30                                                          | 25 січня 1942     | KptLt Райнгард Гардеген  | Culebra              | суховантажне судно | Велика Британія                         | 3 044                 | генеральні вантажі, включаючи запасні частини до літаків | Конвой ON 53   | потоплено 35°30′ пн. ш. 53°25′ зх. д. / 35.500° пн. ш. 53.417° зх. д.   | 45 (усі загинули)                |                                                    |
| 31                                                          | 27 січня 1942     | KptLt Райнгард Гардеген  | Pan Norway           | танкер             | Норвегія                                | 9 231                 | баласт | Конвой ON 56   | потоплений 35°56′ пн. ш. 50°27′ зх. д. / 35.933° пн. ш. 50.450° зх. д.  | 41 (усі вціліли)                 |                                                    |
| Восьмий похід (02.03—2.05.1942, 62 доби; Лор'ян—Лор'ян)     |                   | KptLt Райнгард Гардеген  |                      |                    |                                         |                       | |                |                                                                         |                                  |                                                    |
| 32                                                          | 22 березня 1942   | KptLt Райнгард Гардеген  | Muskogee             | танкер             | США                                     | 7 034                 | 67 265 барелів важкої сирої нафти |                | потоплений 37°21′ пн. ш. 61°50′ зх. д. / 37.350° пн. ш. 61.833° зх. д.  | 34 (усі загинули)                |                                                    |
| 33                                                          | 24 березня 1942   | KptLt Райнгард Гардеген  | Empire Steel         | танкер             | Велика Британія                         | 8 138                 | 11 тис. тонн авіаційного спирту та гасу |                | потоплений 37°45′ пн. ш. 63°17′ зх. д. / 37.750° пн. ш. 63.283° зх. д.  | 47 (39 загинули та 8 вижило)     |                                                    |
| 34                                                          | 27 березня 1942   | KptLt Райнгард Гардеген  | «Етік»               | корабель-пастка    | США                                     | 3 209                 | Балансова деревина як плаваючий вантаж |                | потоплений 35°38′ пн. ш. 70°14′ зх. д. / 35.633° пн. ш. 70.233° зх. д.  | 141 (усі загинули)               |                                                    |
| 35                                                          | 2 квітня 1942     | KptLt Райнгард Гардеген  | Liebre               | танкер             | США                                     | 7 057                 | баласт |                | пошкоджений 34°11′ пн. ш. 76°08′ зх. д. / 34.183° пн. ш. 76.133° зх. д. | 34 (9 загинули та 25 вціліли)    |                                                    |
| 36                                                          | 8 квітня 1942     | KptLt Райнгард Гардеген  | Oklahoma             | танкер             | США                                     | 9 264                 | 105 000 барелів нафтопродуктів |                | пошкоджений 31°18′ пн. ш. 80°59′ зх. д. / 31.300° пн. ш. 80.983° зх. д. | 37 (19 загинули та 18 вціліли)   |                                                    |
| 37                                                          | 8 квітня 1942     | KptLt Райнгард Гардеген  | Esso Baton Rouge     | танкер             | США                                     | 7 989                 | 89 398 барелів опалювально-мастильного масла |                | пошкоджено 31°02′ пн. ш. 80°53′ зх. д. / 31.033° пн. ш. 80.883° зх. д.  | ? (3 загинули та ? вціліли)      | 23 лютого 1943 року потоплений U-202 у конвої UC 1 |
| 38                                                          | 9 квітня 1942     | KptLt Райнгард Гардеген  | Esparta              | суховантажне судно | США                                     | 3 365                 | 1450 тонн генеральних вантажів, включаючи банани та каву |                | потоплено 30°46′ пн. ш. 81°11′ зх. д. / 30.767° пн. ш. 81.183° зх. д.   | 40 (1 загиблий та 39 вижило)     |                                                    |
| 39                                                          | 11 квітня 1942    | KptLt Райнгард Гардеген  | Gulfamerica          | танкер             | США                                     | 8 081                 | 101 500 барелів мазуту |                | потоплений 30°14′ пн. ш. 81°18′ зх. д. / 30.233° пн. ш. 81.300° зх. д.  | 48 (19 загинуло та 29 вижило)    |                                                    |
| 40                                                          | 13 квітня 1942    | KptLt Райнгард Гардеген  | Leslie               | суховантажне судно | США                                     | 2 069                 | 3225 тонн цукру-сирцю |                | потоплено 28°35′ пн. ш. 80°19′ зх. д. / 28.583° пн. ш. 80.317° зх. д.   | 32 (4 загинуло та 28 вижило)     |                                                    |
| 41                                                          | 13 квітня 1942    | KptLt Райнгард Гардеген  | Korsholm             | суховантажне судно | Швеція                                  | 2 647                 | 4593 тонни фосфатів |                | потоплено 28°21′ пн. ш. 80°22′ зх. д. / 28.350° пн. ш. 80.367° зх. д.   | 26 (9 загинуло та 17 вижило)     |                                                    |
| 42                                                          | 17 квітня 1942    | KptLt Райнгард Гардеген  | Alcoa Guide          | суховантажне судно | США                                     | 4 834                 | 5890 тонн військового армійського майна, включаючи 8 цистерн для зберігання газу, металеві труби, борошно, цемент, пиломатеріали, пиво, вантажівки та автомобілі |                | потоплено 35°34′ пн. ш. 70°08′ зх. д. / 35.567° пн. ш. 70.133° зх. д.   | 34 (6 загинуло та 28 вижило)     |                                                    |
| Дев'ятий похід (05.12.1942—6.02.1943, 64 доби; Кіль—Лор'ян) |                   |                          |                      |                    |                                         |                       | |                |                                                                         |                                  |                                                    |
| 43                                                          | 29 грудня 1942    | Oblt zS Горст фон Шретер | Baron Cochrane       | суховантажне судно | Велика Британія                         | 3 385                 | 4376 тонн вугілля | Конвой ONS 154 | потоплено 43°23′ пн. ш. 27°14′ зх. д. / 43.383° пн. ш. 27.233° зх. д.   | 44 (2 загинуло та 42 вижило)     |                                                    |
| 44                                                          | 29 грудня 1942    | Oblt zS Горст фон Шретер | Empire Shackleton    | суховантажне судно | Велика Британія                         | 7 068                 | 2000 тонн генеральних вантажів, 1000 тонн боєприпасів і літак | Конвой ONS 154 | пошкоджено 43°20′ пн. ш. 27°18′ зх. д. / 43.333° пн. ш. 27.300° зх. д.  | 62 (усі вціліли)                 |                                                    |
| Десятий похід (13.03—8.06.1943, 88 діб; Лор'ян—Лор'ян)      |                   | Oblt zS Горст фон Шретер |                      |                    |                                         |                       | |                |                                                                         |                                  |                                                    |
| 45                                                          | 8 квітня 1943     | Oblt zS Горст фон Шретер | Castillo Montealegre | суховантажне судно | Іспанія                                 | 3 972                 | Генеральні вантажі та ліс |                | пошкоджено 9°46′ пн. ш. 16°5′ зх. д. / 9.767° пн. ш. 16.083° зх. д.     | 41 (12 загиблих та 29 вцілілих)  |                                                    |
| 46                                                          | 18 квітня 1943    | Oblt zS Горст фон Шретер | P615                 | підводний човен    | Військово-морські сили Великої Британії | 683                   | |                | потоплений 6°49′ пн. ш. 13°09′ зх. д. / 6.817° пн. ш. 13.150° зх. д.    | 44 (усі загинули)                | Підводний човен типу «Арудж»                       |
| 47                                                          | 18 квітня 1943    | Oblt zS Горст фон Шретер | Empire Bruce         | суховантажне судно | Велика Британія                         | 7 459                 | 9141 тонна льону |                | потоплено 6°40′ пн. ш. 13°17′ зх. д. / 6.667° пн. ш. 13.283° зх. д.     | 49 (усі вижили)                  |                                                    |
| 48                                                          | 29 квітня 1943    | Oblt zS Горст фон Шретер | Nanking              | суховантажне судно | Швеція                                  | 5 931                 | 8500 тонн кіанітової руди, мелених горіхів і бавовни |                | потоплено 5°10′ пн. ш. 11°10′ зх. д. / 5.167° пн. ш. 11.167° зх. д.     | 32 (усі вижили)                  |                                                    |
| 49                                                          | 5 травня 1943     | Oblt zS Горст фон Шретер | Holmbury             | суховантажне судно | Велика Британія                         | 4 566                 | 7798 тонн генеральних вантажів |                | потоплено 4°30′ пн. ш. 10°20′ зх. д. / 4.500° пн. ш. 10.333° зх. д.     | 46 (2 загиблих та 44 вцілілих)   |                                                    |
| 50                                                          | 9 травня 1943     | Oblt zS Горст фон Шретер | Kanbe                | суховантажне судно | Велика Британія                         | 6 244                 | Генеральні вантажі, у тому числі 3500 тонн міді | Конвой TS 38   | потоплено 5°21′ пн. ш. 11°03′ зх. д. / 5.350° пн. ш. 11.050° зх. д.     | 46 (2 загиблих та 44 вцілілих)   |                                                    |